# 에어셔 (품종)

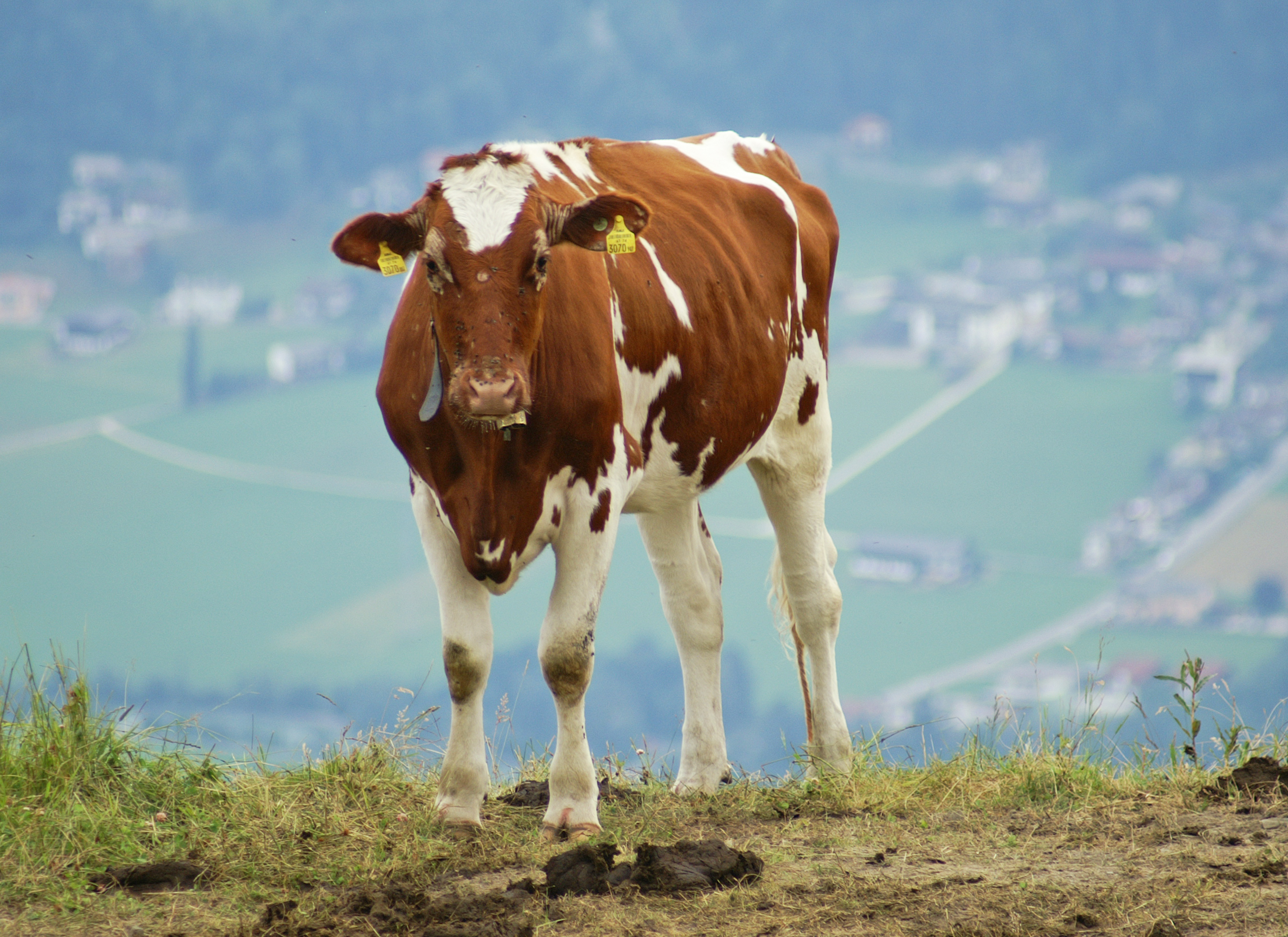
에어셔 젖소

에어셔(Ayrshire cattle)는 스코틀랜드 남서쪽에 있는 에어셔 주에서 성립된 젖소 품종이다. 붉은 색과 흰 색의 얼룩소로 뿔이 위로 높이 뻗어 있는 것이 특징이다. 연간 젖 생산량은 5,000~6,500kg으로 암소 400~450kg정도로 작은 편이나, 튼튼하여 적응력과 고기 맛이 좋다. 홀스타인보다 빠르게 성장하고 장수한다.